# المخيم الإماراتي الأردني
مخيم مراجيب الفهود للاجئين (يعرف أيضاً باسم المخيم الإماراتي-الأردني للاجئين) هو مخيم لاجئين خصص للاجئي الحرب الأهلية السورية الفارين من الحرب. يقع المخيم في منطقة مراجيب الفهود، وهي منطقة سهول جافة تقع على بعد حوالي 20 كم شرق مدينة الزرقاء في الأردن. افتتح في نيسان (أبريل) عام 2013 لاستيعاب فائض اللاجئين من مخيم الزعتري، وموّلته دولة الإمارات العربية المتحدة.
في وقت بناءه، كان المسؤولون الأردنيون يخشون أن يتضاعف عدد اللاجئين السوريين في الأردن في الأشهر الستة التالية لتصاعد القتال خلال الصيف. اعتبارا من يناير 2015، كان عدد سكان المخيم حوالي 4,196 لاجئاً، في عام 2017 استضاف المخيم حوالي نفس العدد من اللاجئين.
يزور مخيم مراجيب الفهود العديد من الصحفيين بشكلٍ متكرر لوقوعه في منطقة معزولة من الصحراء الأردنية. بالنسبة للسوريين الفارين من الحرب، يعطى في المخيم الأولوية للأرامل مع الأطفال أو النساء العازبات أو كبار السن أو الأشخاص المعاقين أو العائلات الكبيرة، ولا يسمح باستضافة الرجال العزاب. يحتوي المخيم حاليًا على مبنيين مدرسيّين، مدارس مريجيب الفهود الأساسية والثانوية، وتخدم الفتيات في الفترة الصباحية ، ونفس المباني تخدم كمدارس للصبيان في الفترة المسائيّة.
عام 2017، زار المخيم وفد من أعضاء البرلمان الأوروبي من مجموعة الصداقة الأوروبية-الإماراتية، وهي الزيارة البرلمانية الأوروبية الأولى للمخيم منذ افتتاحه.
عام 2018، أطلق معرض ومؤتمر دبي الدولي للإغاثة والتطوير بالتعاون مع الحركة الدولية للصليب الأحمر والهلال الأحمر في دولة الإمارات العربية المتحدة وبدعم من السفارة الإماراتية في الأردن، أطلق مبادرة إنسانية لدعم اللاجئين السوريين من خلال توفير وتوزيع حوالي 2400 حقيبة مدرسية وقرطاسية ولوازم تعليم أساسية لطلاب المخيم.